# Кирово (Таштыпский район)
Кирово — деревня в Таштыпском районе Хакасии. Расстояние до райцентра — с. Таштып — 63 км, до ближайшей ж.-д. станции Хараджуль — 3 км. Деревня расположена на левом берегу р. Абакан, на равнине.
Население — 46 человек, в том числе хакасы — 74 % (на 01.01.2004).
Точная дата образования населенного пункта не определена. Сначала здесь находились заимки местных казаков. В 1929 была образована коммуна «Наш труд». В 1934 организован колхоз имени С. М. Кирова (отсюда название населённого пункта). В настоящее время в селе проживают пенсионеры.

## Население
| 2002 | 2010 |
| ---- | ---- |
| 51   | ↘43  |